# Alessandro Murgia
Alessandro Murgia (Roma, 9 de agosto de 1996) é um futebolista profissional italiano que atua como meia.

## Carreira
Alessandro Murgia começou a carreira no Lazio.